# Cryptopone ochracea ochracea
Cryptopone ochracea ochracea é uma subespécie de insetos himenópteros, mais especificamente de formigas pertencente à família Formicidae.
A autoridade científica da subespécie é Mayr, tendo sido descrita no ano de 1855.
Trata-se de uma subespécie presente no território português.